# Nekrolog 1493
Nekrolog
◄◄
| ◄
| 1489
| 1490
| 1491
| 1492
| 1493 | 1494 | 1495 | 1496 | 1497 | ► | ►►
Weitere Ereignisse | Allgemeiner Nekrolog 1493
Die Beschreibung der verstorbenen Person sollte so kurz wie möglich gehalten sein und nur deren signifikante Tätigkeit(en) enthalten.
Neue Namen ggf. auch unter dem Geburts- und Sterbedatum, also etwa unter 1. Januar und im Geburts- und Sterbejahr (2024) eintragen (nur bei entsprechender großer Wichtigkeit). Für Beispiele siehe die schon vorhandenen Artikel.
Außerdem über die fünf zuletzt Verstorbenen, zu denen es einen ausreichend guten Artikel für eine Präsentation auf der Hauptseite gibt, nach der todesbedingten Überarbeitung der Artikel ggf. auch unter Wikipedia Diskussion:Hauptseite informieren und sie am besten auch in den anderen Wikipedia-Sprachversionen eintragen. Tipp: Regelmäßig bei news.google.de nach „ist tot“, „gestorben“ oder „verstorben“ suchen.
Wenn eine Person gestorben ist, gibt es viele Seiten zu dieser Person in der Wikipedia, die davon auch betroffen sind und entsprechend aktualisiert werden müssen. Beispiele: Namenübersichtsseite, Geburtsjahr, Geburtsort-Seiten und viele mehr.
Wie finde ich die betroffenen Seiten?
Im Suchfeld auf der linken Seite gibt man den Suchbegriff so ein: „Vorname Nachname“. Dann klickt man auf Volltext und alle Seiten mit entsprechendem Suchtext werden aufgerufen. Hier sieht man dann schnell, wo auch das Todesjahr Sinn macht oder sogar ein Teil des Artikels angepasst werden muss. Auch hilft das „Werkzeug“ auf der linken Seite sehr gut, um solche Seiten aufzufinden: „Links auf diese Seite“. Somit ist die Wikipedia wieder aktuell in allen Bereichen! Hinweis: bei Eintragung der Kategorie „Gestorben JAHR“ wird der Missbrauchsfilter 49 ausgelöst, was jedoch nicht schlimm ist. Siehe: Spezial:Missbrauchsfilter/49
Dies ist eine Liste von im Jahr 1493 verstorbenen bekannten Persönlichkeiten. Die Einträge erfolgen innerhalb der einzelnen Daten alphabetisch sortiert. Tiere sind im Nekrolog für Tiere zu finden.

## Januar
| Tag        | Name            | Beruf, bekannt als             | Alter | Beleg |
| ---------- | --------------- | ------------------------------ | ----- | ----- |
| 2. Januar  | Blasius Wambach | Abt im Kloster St. Blasien     |       |       |
| 14. Januar | John Shirwood   | Bischof von Durham (1484–1493) |       |       |

## Februar
| Tag         | Name               | Beruf, bekannt als                                                           | Alter | Beleg |
| ----------- | ------------------ | ---------------------------------------------------------------------------- | ----- | ----- |
| 2. Februar  | Zbigniew Oleśnicki | Bischof                                                                      |       |       |
| 17. Februar | Přemysl III.       | Herzog von Troppau, Domherr von Breslau, Olmütz und Wien, Propst von Mödling |       |       |

## März
| Tag      | Name                 | Beruf, bekannt als                                            | Alter | Beleg |
| -------- | -------------------- | ------------------------------------------------------------- | ----- | ----- |
| 13. März | Peter Däne           | römisch-katholischer Priester                                 |       |       |
| 18. März | Johann von Lannoy    | Ritter des Ordens vom Goldenen Vlies                          | 82    |       |
| 31. März | Martín Alonso Pinzón | spanischer Seefahrer und Teilnehmer der ersten Kolumbus-Reise |       |       |

## April
| Tag       | Name             | Beruf, bekannt als                                              | Alter | Beleg |
| --------- | ---------------- | --------------------------------------------------------------- | ----- | ----- |
| 14. April | Johannes Imminck | Weihbischof in Paderborn und Münster, Titularbischof von Tiflis |       |       |

## Mai
| Tag     | Name            | Beruf, bekannt als     | Alter | Beleg |
| ------- | --------------- | ---------------------- | ----- | ----- |
| 13. Mai | Henri de Livres | französischer Kaufmann |       |       |
| 14. Mai | Johann III.     | Herzog von Ratibor     |       |       |

## Juni
| Tag      | Name                   | Beruf, bekannt als         | Alter | Beleg |
| -------- | ---------------------- | -------------------------- | ----- | ----- |
| 4. Juni  | Friedrich von Dobeneck | deutscher Adliger, Amtmann |       |       |
| 14. Juni | Hermolaus Barbarus     | italienischer Humanist     | 39    |       |

## Juli
| Tag     | Name              | Beruf, bekannt als                     | Alter | Beleg |
| ------- | ----------------- | -------------------------------------- | ----- | ----- |
| 7. Juli | Albert Schönhofer | Weihbischof in Passau                  |       |       |
| 8. Juli | Hugo von Hegi     | letzter Vertreter des Adelsgeschlechts |       |       |

## August
| Tag        | Name                 | Beruf, bekannt als                                                  | Alter | Beleg |
| ---------- | -------------------- | ------------------------------------------------------------------- | ----- | ----- |
| 14. August | Pierre de Laval      | Bischof von Saint-Brieuc und Saint-Malo, sowie Erzbischof von Reims | 51    |       |
| 15. August | Christoph der Starke | wittelsbachischer Adeliger, Bruder Herzogs Albrechts des Weisen     | 44    |       |
| 19. August | Friedrich III.       | Kaiser des Heiligen Römischen Reiches                               | 77    |       |

## September
| Tag           | Name                     | Beruf, bekannt als                                     | Alter | Beleg |
| ------------- | ------------------------ | ------------------------------------------------------ | ----- | ----- |
| 4. September  | Ardicino della Porta     | Bischof von Aléria; Administrator von Olmütz; Kardinal |       |       |
| 11. September | Katharina von Österreich | Markgräfin von Baden                                   |       |       |
| 12. September | Gotthard von Starhemberg | Landeshauptmann ob der Enns                            |       |       |
| 16. September | Philippe Pot             | burgundischer und französischer Hofbeamter             |       |       |
| 20. September | Johann Lüneburg          | Lübecker Patrizier und Fastnachtdichter                |       |       |

## Oktober
| Tag         | Name                        | Beruf, bekannt als                                                           | Alter | Beleg |
| ----------- | --------------------------- | ---------------------------------------------------------------------------- | ----- | ----- |
| 13. Oktober | Busso VIII. von Alvensleben | deutscher Geistlicher (Römisch-Katholisch); Bischof in Havelberg (1487–1493) |       |       |
| 14. Oktober | Heinrich von Rübenach       | Weihbischof und Theologieprofessor in Köln und Mainz                         |       |       |
| 20. Oktober | Giovanni Conti              | italienischer römisch-katholischer Bischof und Kardinal                      |       |       |

## November
| Tag         | Name        | Beruf, bekannt als                                   | Alter | Beleg |
| ----------- | ----------- | ---------------------------------------------------- | ----- | ----- |
| 7. November | Nicol Römer | sächsischer Kaufmann, Bergwerksbesitzer und Ratsherr |       |       |

## Dezember
| Tag          | Name              | Beruf, bekannt als  | Alter | Beleg |
| ------------ | ----------------- | ------------------- | ----- | ----- |
| 24. Dezember | Urban von Muleren | Schweizer Patrizier |       |       |

## Datum unbekannt
| Tag | Name                               | Beruf, bekannt als                                                             | Alter | Beleg |
| --- | ---------------------------------- | ------------------------------------------------------------------------------ | ----- | ----- |
|     | Isaac II. Aboab                    | kastilischer Rabbiner und Gaon                                                 |       |       |
|     | Abraham Senior                     | jüdischer Magnat und Finanzmann                                                |       |       |
|     | Alwig X. von Sulz                  | Landgraf im Klettgau, Graf zu Vaduz, Schallenberg und Blumeneck, Erbhofrichter |       |       |
|     | Stephan Báthory von Ecsed          | Woiwode von Siebenbürgen                                                       |       |       |
|     | Erhard Bauer                       | Bildhauer, Steinmetz, Architekt                                                |       |       |
|     | Tobias von Boskowitz und Černahora | mährischer Adliger; Feldhauptmann in ungarischen und habsburgische Diensten    |       |       |
|     | Marcin Bylica                      | polnischer Astronom und Astrologe                                              |       |       |
|     | Hans von Carlowitz                 | deutscher Politiker, Bürgermeister von Dresden, Gewandschneider                |       |       |
|     | Daniil Dmitrijewitsch Cholmski     | russischer Militärführer                                                       |       |       |
|     | Richard Corbet                     | englischer Ritter                                                              |       |       |
|     | Emerik Derenčin                    | Ban von Kroatien                                                               |       |       |
|     | Sigismund Gossembrot der Ältere    | Augsburger Humanist, Kaufmann und Bürgermeister der Stadt                      |       |       |
|     | Pasquier Grenier                   | Bildwirker und Kaufmann                                                        |       |       |
|     | Kim Si-seup                        | koreanischer Gelehrter                                                         |       |       |
|     | Johann Koelhoff der Ältere         | deutscher Drucker und Verleger der Inkunabelzeit                               |       |       |
|     | Friedrich Kress                    | deutscher Orgelbauer                                                           |       |       |
|     | Orbán von Nagylúcse                | Bischof von Raab, Erlau und Administrator von Wien                             |       |       |
|     | Hans Niesenberger                  | Steinmetz und Baumeister                                                       |       |       |
|     | Niklaus von Meran                  | Schweizer Grosskaufmann, Kleinrat, Vogt und Tagsatzungsgesandter               |       |       |
|     | Johann Pfeffer                     | deutscher katholischer Theologe und Hochschullehrer                            |       |       |
|     | Gottfried Schenkel                 | Bürgermeister der Reichsstadt Heilbronn (1471–1493)                            |       |       |
|     | Pietro Antonio Solari              | italienischer Architekt und Bildhauer                                          |       |       |
|     | Humphrey Talbot                    | englischer Ritter                                                              |       |       |
|     | Luis de Torres                     | jüdischer Dolmetscher von Christoph Columbus                                   |       |       |
|     | Benedikt Tschachtlan               | Schweizer Chronist und Ratsmitglied                                            |       |       |
|     | Túpac Yupanqui                     | Inka-Herrscher                                                                 |       |       |
|     | Johann Wickinghof                  | Lübecker Bürgermeister                                                         |       |       |